# Lin Yue
Lin Yue   (Chaozhou, 24 de juliol de 1991) és un esportista xinès que competeix a salts. Va guanyar dues medalles d'or a la prova de palanca sincronitzada des de 10 metres tant al Campionat del Món de 2007 com als Jocs Olímpics de 2008.
Lin Yue va representar el seu país als Jocs Olímpics d'estiu de 2016, on va guanyar una medalla d'or, a la plataforma sincronitzada amb Chen Aisen.